# Santenay (Côte-d'Or)
Pour les articles homonymes, voir Santenay.
Santenay, parfois nommée Santenay-les-Bains, est une commune française située dans le département de la Côte-d'Or, en région Bourgogne-Franche-Comté.
C'est une commune viticole de la Côte-de-beaune où sont produits les vins de l'appellation Santenay. Le bourg présente des édifices remarquables comme le château de la Crée, manoir viticole du XIXe siècle ou le château dit de Philippe le Hardi, maison forte du XIVe siècle ou de beslles maisons du XIXe siècle.

## Géographie

### Description

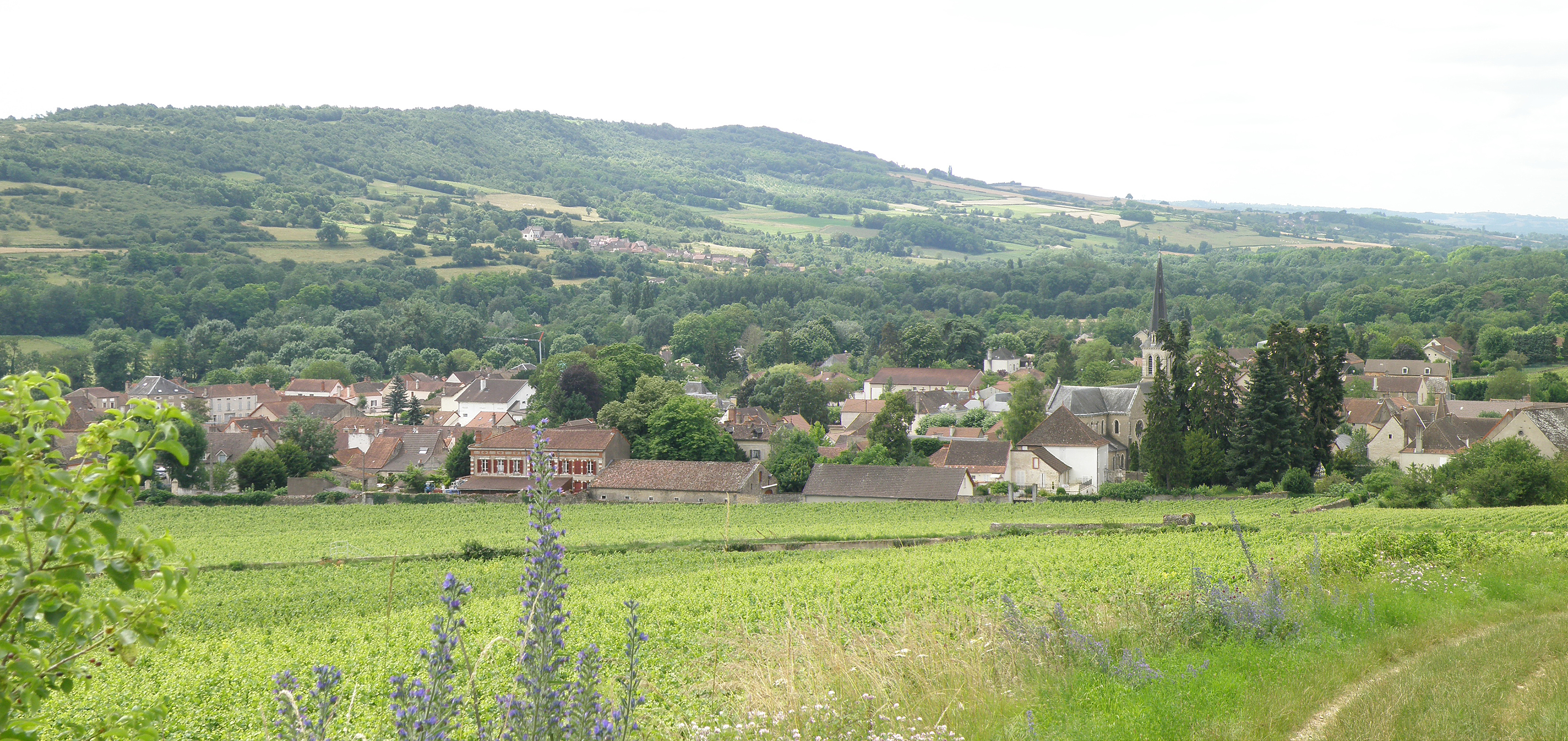
Vue d'ensemble.

Santenay  est une commune bourguignone de la Côte d'Or située dans le département éponyme, au sud de la Côte de Beaune et limitrophe de la Saône-et-Loire, à 5 km à vol d'oiseau à l'ouest de Chagny, 20 km au nord-ouest de Beaune, 23 km au nord-est du Creusot et 30 km à l'est d'Autun.
Le village se trouve dans la zone d'emploi de Beaune et le bassin de vie de Chagny.

### Communes limitrophes
Les communes limitrophes sont Saint-Aubin, Chassagne-Montrachet, La Rochepot, Chassey-le-Camp, Cheilly-lès-Maranges, Dezize-lès-Maranges et Remigny.

### Géologie et relief
La superficie de la commune est de 10,36 km2 ; son altitude varie de 211  à   522 mètres.
Le site du mont de Sène (altitude 521 m), aussi appelé « Montagne des Trois Croix » est le point culminant de la commune. Il domine la côte de Beaune au nord, la vallée de la Saône à l’est, le Clunisois au sud et le Morvan à l’ouest.

### Hydrographie

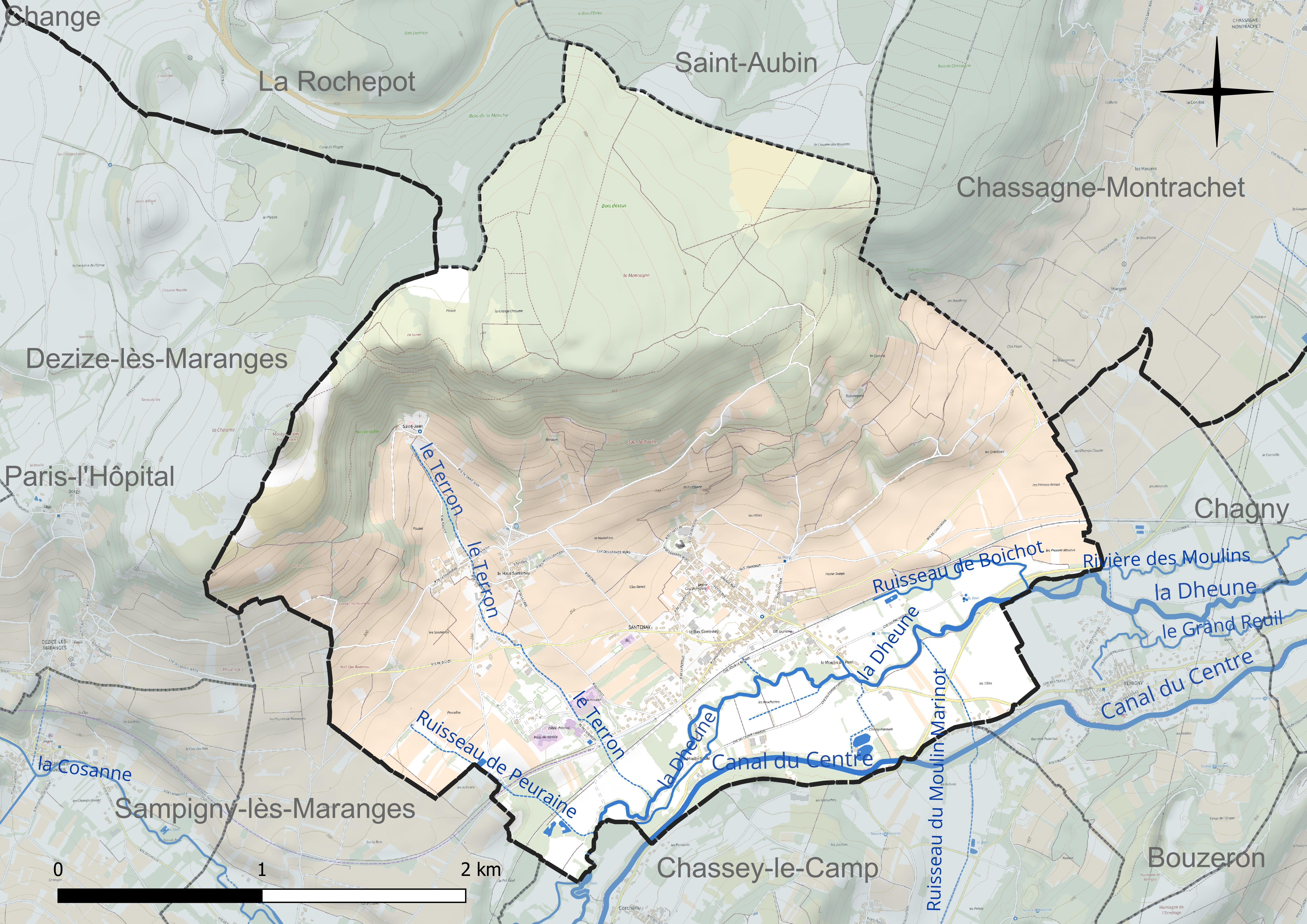
Carte hydrographique de la commune.

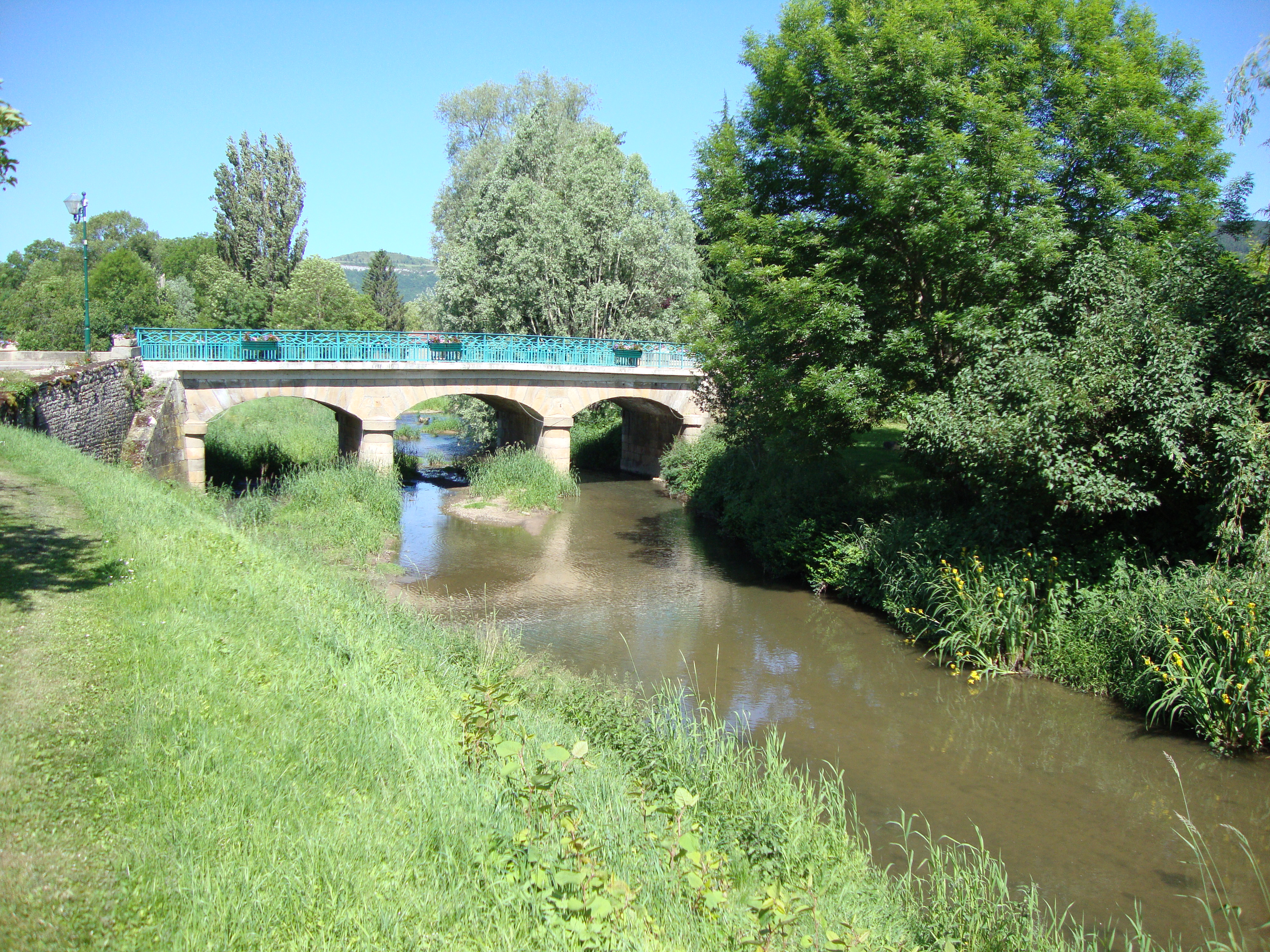
Pont sur la Dheune.

Le sud du territoire communal est drainé par la Dheune et ses zones humides. Le Terron y conflue.
La Dheune est un affluent de la Saône en rive droite. Son cours supérieur alimente pendant une trentaine de kilomètres le canal du Centre en amont de Chagny.

### Climat
Pour des articles plus généraux, voir Climat de la Bourgogne-Franche-Comté et Climat de la Côte-d'Or.
En 2010, le climat de la commune est de type climat océanique dégradé des plaines du Centre et du Nord, selon une étude du Centre national de la recherche scientifique s'appuyant sur une série de données couvrant la période 1971-2000. En 2020, Météo-France publie une typologie des climats de la France métropolitaine dans laquelle la commune est exposée à un climat océanique altéré et est dans la région climatique  Bourgogne, vallée de la Saône, caractérisée par un bon ensoleillement (1 900 h/an), un été chaud (18,5 °C), un air sec au printemps et en été et des vents faibles.
Pour la période 1971-2000, la température annuelle moyenne est de 11,1 °C, avec une amplitude thermique annuelle de 18 °C. Le cumul annuel moyen de précipitations est de 789 mm, avec 11,5 jours de précipitations en janvier et 7,4 jours en juillet. Pour la période 1991-2020, la température moyenne annuelle observée sur la station météorologique de Météo-France la plus proche, « La Rochepot », sur la commune de La Rochepot à 5 km à vol d'oiseau, est de 10,6 °C et le cumul annuel moyen de précipitations est de 849,5 mm,. Pour l'avenir, les paramètres climatiques de la commune estimés pour 2050 selon différents scénarios d'émission de gaz à effet de serre sont consultables sur un site dédié publié par Météo-France en novembre 2022.

### Paysages
Le mont de Sène, situé à la charnière des vignobles de la Côte de Beaune, de ceux des maranges et de la Côte chalonnaise, donne des ponts de vue sur plus de 300° sur tout le paysage environnant et les lointains ; des versants abrupts et des falaises dominent les vignes et la vallée de la Dheune, plus loin un plateau doucement incliné à pelouse calcaire, encore plus loin la plaine de Saône et de la Bresse, puis les chaînons du Chalonnais, les vastes horizons vers le Jura, jusqu’aux Alpes à l’est, et jusqu’au Morvan à l’ouest. Source : fiche intitulée « Montagne des Trois Croix » .

## Urbanisme

### Typologie
Au 1er janvier 2024, Santenay est catégorisée commune rurale à habitat dispersé, selon la nouvelle grille communale de densité à 7 niveaux définie par l'Insee en 2022.
Elle est située hors unité urbaine et hors attraction des villes,.

### Occupation des sols

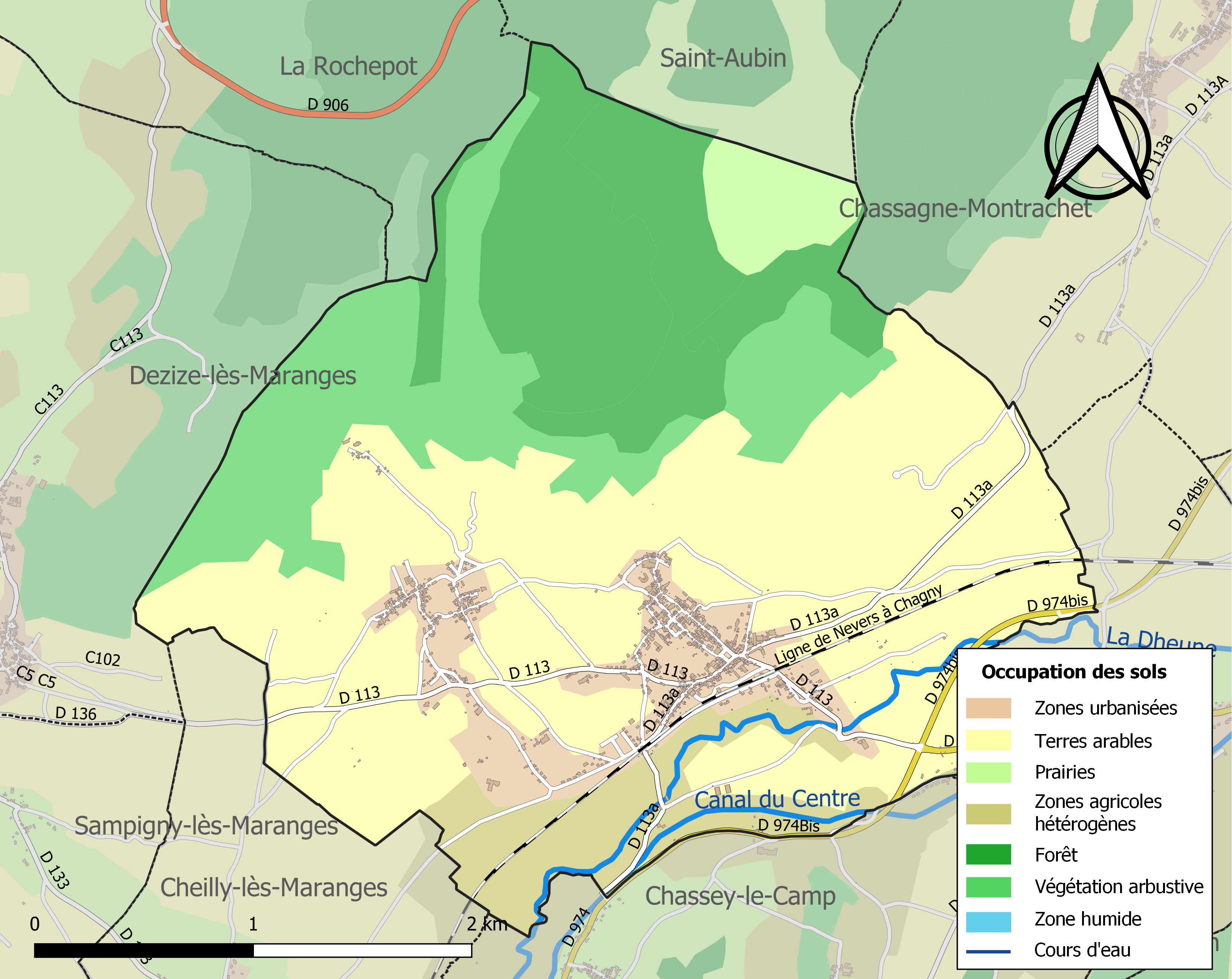
Carte des infrastructures et de l'occupation des sols de la commune en 2018 (CLC).

L'occupation des sols de la commune, telle qu'elle ressort de la base de données européenne d’occupation biophysique des sols Corine Land Cover (CLC), est marquée par l'importance des territoires agricoles (57,1 % en 2018), en augmentation par rapport à 1990 (56 %).
La répartition détaillée en 2018 est la suivante : cultures permanentes (38,7 %), forêts (17,5 %), milieux à végétation arbustive et/ou herbacée (15,9 %), zones urbanisées (9,4 %), zones agricoles hétérogènes (7,9 %), terres arables (7,6 %), prairies (3 %).
L'évolution de l’occupation des sols de la commune et de ses infrastructures peut être observée sur les différentes représentations cartographiques du territoire : la carte de Cassini (XVIIIe siècle), la carte d'état-major (1820-1866) et les cartes ou photos aériennes de l'IGN pour la période actuelle (1950 à aujourd'hui).

### Lieux-dits, hameaux et écarts
La commune compte un hameau, Saint-Jean-de-Narosse.

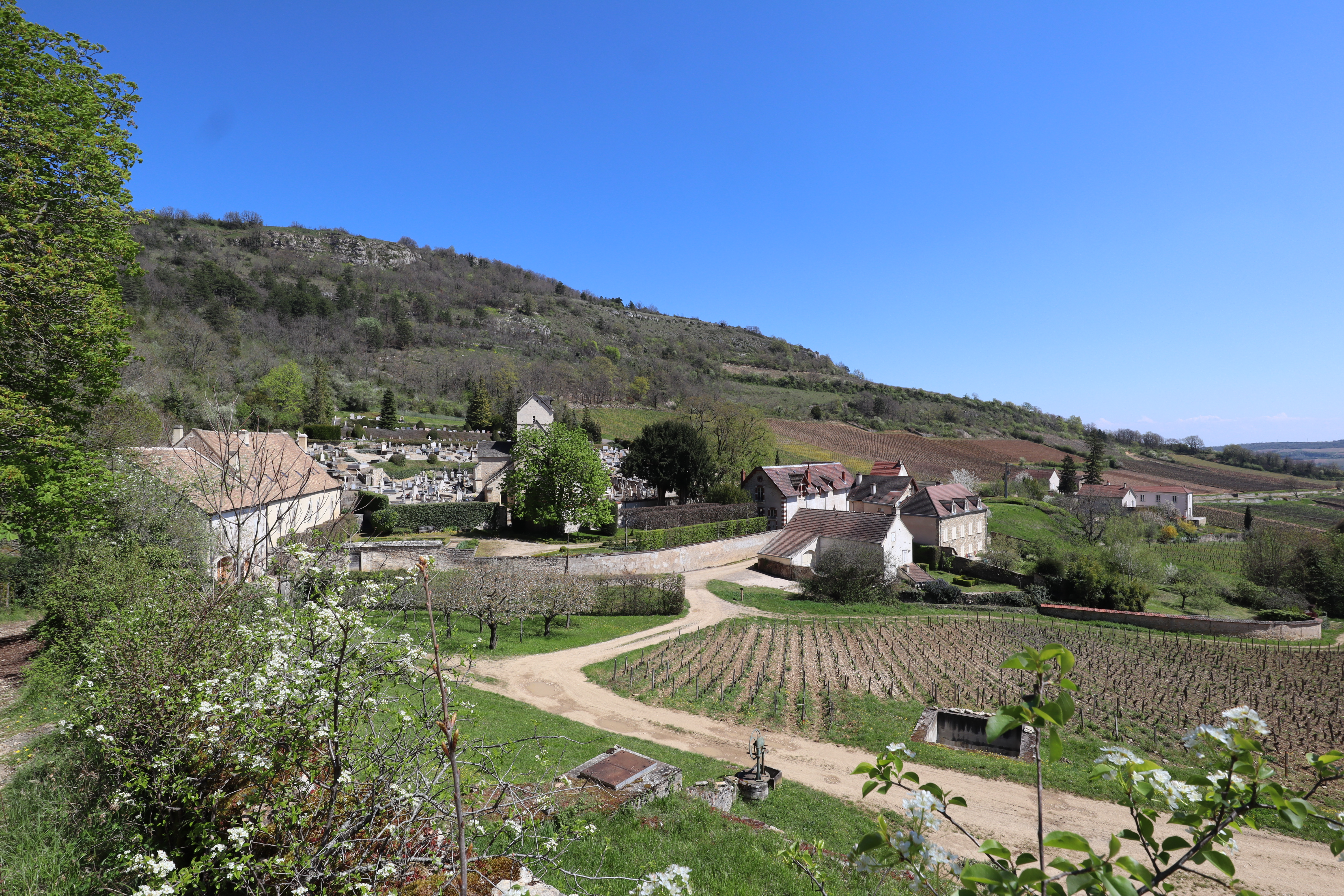
Le hameau de Saint-Jean-de-Narosse.

### Habitat et logement
En 2022, le nombre total de logements dans la commune était de 524, alors qu'il était de 465 en 2016 et de 477 en 2011.
Parmi ces logements, 65,5 % étaient des résidences principales, 21,2 % des résidences secondaires et 13,3 % des logements vacants. Ces logements étaient pour 79,9 % d'entre eux des maisons individuelles et pour 19,2 % des appartements.
Le tableau ci-dessous présente la typologie des logements à Santenay en 2022 en comparaison avec celle de la Côte-d'Or et de la France entière. Une caractéristique marquante du parc de logements est ainsi une proportion de résidences secondaires et logements occasionnels (21,2 %) supérieure à celle du département (5,8 %) et à celle de la France entière (9,7 %).
| Typologie                                               | Santenay | Côte-d'Or | France entière |
| ------------------------------------------------------- | -------- | --------- | -------------- |
| Résidences principales (en %)                           | 65,5     | 85,9      | 82,3           |
| Résidences secondaires et logements occasionnels (en %) | 21,2     | 5,8       | 9,7            |
| Logements vacants (en %)                                | 13,3     | 8,3       | 8              |

### Voies de communication et transports
Santenay est tangenté par la RD 974bis et est aisément accessible depuis l'ancienne route nationale 6
Le bourg dispose de la gare de Santenay-les-Bains, une halte desservie par des trains régionaux du réseau TER Bourgogne-Franche-Comté qui relient Montchanin à Chalon-sur-Saône.
Il est desservi par  le sentier de grande randonnée GR7, les sentiers de grande randonnée de pays GRP Au fil des vignes et des vallées et GRP des Grands crus, la ainsi que par les véloroutes Beaune-Santenay et Santenay - Nolay.

## Histoire

### Antiquité
La Fontaine Salée alimentait des thermes à l'époque gallo-romaine.

### Époque contemporaine
La gare de Santenay-les-Bains est mise en service en 1861 par la compagnie du chemin de fer de Paris à Orléans (PO), lors de la mise en service de sa ligne de Nevers à Chagny. En 1870, cette station devient une gare de bifurcation avec la mise en service de la Ligne d'Étang à Santenay (via Autun). Le trafic cesse sur cette antenne en 1979, lires de travaux de construction de la LGV Paris-Sud-Est.

### Maison de la Confrérie du Saint-Sacrement
La confrérie du Saint-Sacrement assure sous l'Ancien Régime l'entraide entre fidèles et les secours aux nécessiteux. Elle est propriétaire à Santenay au sein du quartier de la Crée, d'une maison entourée de vignes. Le rez-de-chaussée est occupé par un cellier où la confrérie abrite pressoir et cuves. Les salles de l'étage sont réparties entre la confrérie qui s'y réunit et le recteur qui y habite et y tient son école. En 1685, la maison est donnée à la fabrique, c'est-à-dire à la paroisse.
Lors de la Révolution, les biens ecclésiastiques sont nationalisés. Les biens de la fabrique sont transférés à la commune qui décide d'en faire la mairie tout en lui conservant ses fonctions d'école. À partir de 1795, la maison accueille aussi les filles et une institutrice.
Avec le Concordat de 1802, la fabrique reprend possession de la maison. Lorsqu'en 1850, une école communale est créée à Santenay-le-Bas, la fabrique confie l'éducation des garçons de Santenay-le-Haut et de Saint-Jean aux Petits frères de Marie.
Avec la séparation de l'Église et de l'État, l'école religieuse est fermée en 1906. Devant les protestations des habitants, la commune rouvre une école primaire mixte à classe unique et la maison de la confrérie est attribuée à la commune.
Lorsque celle-ci construit une nouvelle école entre Santenay-le-Haut et Santenay-le-Bas, l'école qui n'accueillait plus que 12 élèves en 1967 est fermée et la maison est vendue après avoir été consacrée pendant plus de trois cents ans à l'enseignement.

## Politique et administration

### Rattachements administratifs et électoraux

#### Rattachements administratifs
La commune se trouve dans l'arrondissement de Beaune du département de la Côte-d'Or.
Elle faisait partie depuis 1793 du canton de Nolay. Dans le cadre du redécoupage cantonal de 2014 en France, cette circonscription administrative territoriale a disparu, et le canton n'est plus qu'une circonscription électorale.

#### Rattachements électoraux
Pour les élections départementales, la commune fait partie depuis 2014 du canton de Ladoix-Serrigny
Pour l'élection des députés, elle fait partie de la cinquième circonscription de la Côte-d'Or.

### Intercommunalité
Santenay  est membre de la communauté d'agglomération Beaune Côte et Sud, un établissement public de coopération intercommunale (EPCI) à fiscalité propre créé fin 2006 et auquel la commune avait transféré un certain nombre de ses compétences, dans les conditions déterminées par le code général des collectivités territoriales.

### Liste des maires
| Période      | Période                    | Identité                      | Étiquette | Qualité                                                    |
| ------------ | -------------------------- | ----------------------------- | --------- | ---------------------------------------------------------- |
| 1790         | 1792                       | Jean Cornette                 |           |                                                            |
| 1792         | 1795                       | Henry Blochet                 |           |                                                            |
| 1795         | 1808                       | Nicolas Sorine                |           |                                                            |
| 1808         | 1813                       | Jean-Baptiste Delonguy        |           |                                                            |
| 1813         | 1814                       | Hugues Verbeaux               |           |                                                            |
| 1814         | 1815                       | Simon Maire                   |           |                                                            |
| 1815         | 1816                       | Jean-Baptiste Delonguy        |           |                                                            |
| 1816         | 1820                       | Simon Maire                   |           |                                                            |
| 1820         | 1821                       | Jean-Baptiste Delonguy        |           |                                                            |
| 1821         | 1825                       | Simon Maire                   |           |                                                            |
| 1825         | 1830                       | Jacques Parigot de Santenay   |           |                                                            |
| 1831         | 1840                       | Jacques Marie Duvault-Blochet |           |                                                            |
| 1840         | 1841                       | Le Conte de Dree              |           |                                                            |
| 1841         | 1848                       | Charles Delonguy-Jannin       |           | Conseiller d'arrondissement du canton de Nolay (1848-1855) |
| 1848         | 1849                       | Guillaume Letorey-Duvault     |           |                                                            |
| 1849         | 1850                       | Claude Renaud                 |           |                                                            |
| 1850         | 1852                       | Hugues Abore-Belin            |           |                                                            |
| 1852         | 1864                       | Philippe Ridard               |           |                                                            |
| 1865         | 1870                       | Jules Millard de Montrion     |           |                                                            |
| 1870         | 1870                       | Jacques Marie Duvault-Blochet |           |                                                            |
| 1870         | 1870                       | Guillaume Letorey-Duvault     |           |                                                            |
| 1870         | 1884                       | François Dubois               |           |                                                            |
| 1884         | 1887                       | Claude Vollot                 |           |                                                            |
| 1888         | 1891                       | Louis Isidore Lequin          |           |                                                            |
| 1891         | 1892                       | Joseph Prevost                |           |                                                            |
| 1892         | 1900                       | Louis Isidore Lequin          |           |                                                            |
| 1900         | 1909                       | Philibert Tremeau             |           |                                                            |
| 1909         | 1919                       | Jean-Baptiste Roux            |           |                                                            |
| 1919         | 1934                       | Prosper Maufoux               |           |                                                            |
| 1934         | 1940                       | M. Camille Nie                |           |                                                            |
| 1940         | 1944                       | Cyprien Maufoux               |           |                                                            |
| 1945         | 1952                       | Victor Bresson                |           |                                                            |
| 1952         | 1972                       | Laurent Mussillon             |           |                                                            |
| 1972         | 1983                       | Philippe Borderiou            |           |                                                            |
| 1983         | 1997                       | Henri Chaussin                |           |                                                            |
| 1997         | août 2006                  | M. Dany Dubromel              |           | Mort en fonction                                           |
| octobre 2006 | mai 2020                   | Henri Tudéla                  |           |                                                            |
| mai 2020     | En cours (au 25 juin 2025) | Guy Vadrot                    |           | Retraité                                                   |

## Équipements et services publics

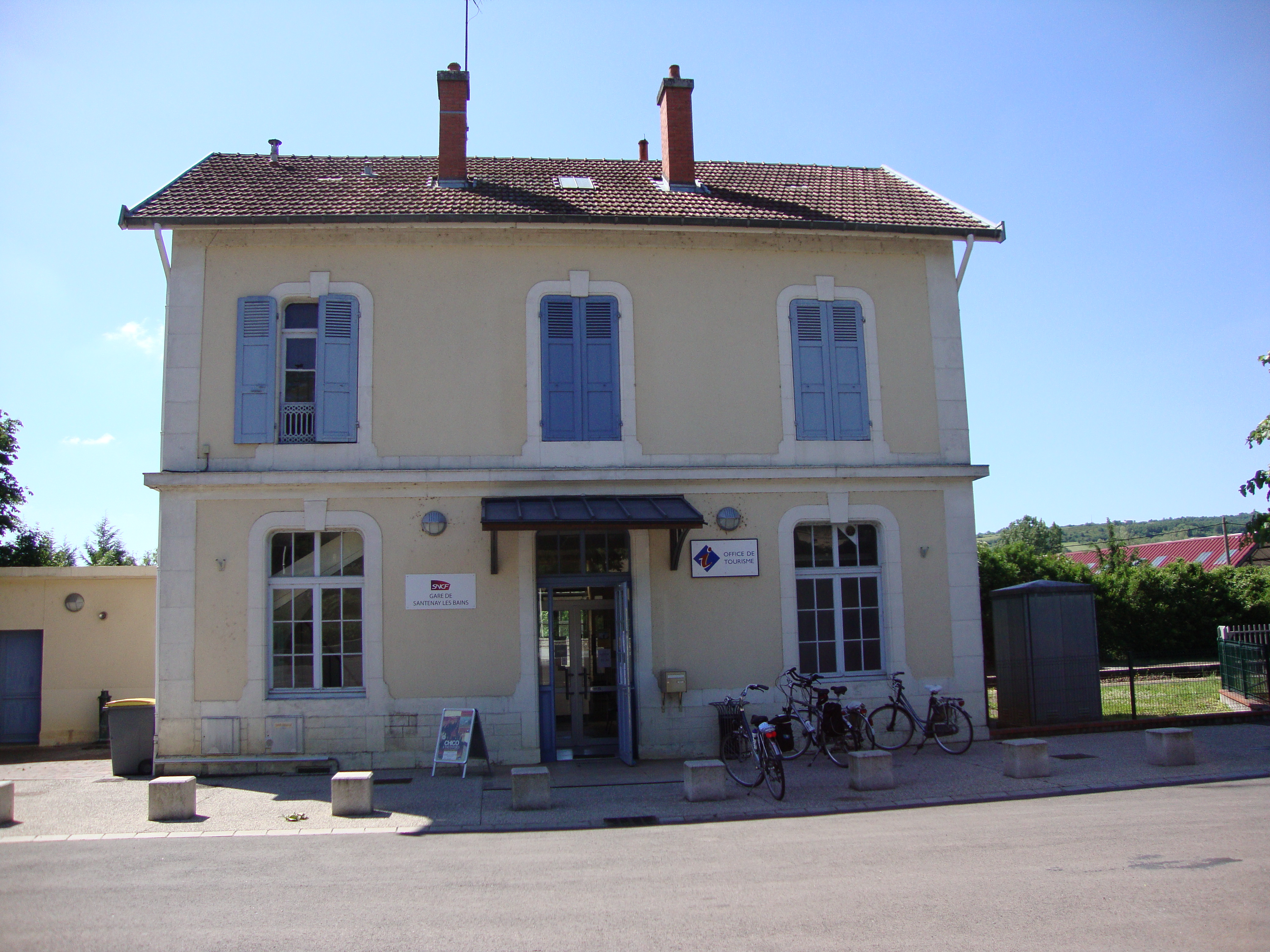
Le bâtiment désaffecté de la gare de Santenay-les-Bains, abrite désormais l'office de tourisme.

### Espaces publics
- Village fleuri (2 fleurs)[Quand ?].

### Enseignement
Les enfants sont habituellement scolarisés à l'école communale, qui dispose d'un accueil périscolaire assuré par l'intercommunalité.

### Santé
Un complexe thermal utilise les eaux de Santenay, indiquées pour les affections digestives ainsi que pour les troubles rhumatologiques.

## Population et société

### Démographie
L'évolution du nombre d'habitants est connue à travers les recensements de la population effectués dans la commune depuis 1793. Pour les communes de moins de 10 000 habitants, une enquête de recensement portant sur toute la population est réalisée tous les cinq ans, les populations de référence des années intermédiaires étant quant à elles estimées par interpolation ou extrapolation. Pour la commune, le premier recensement exhaustif entrant dans le cadre du nouveau dispositif a été réalisé en 2007.

En 2022, la commune comptait 852 habitants, en évolution de −2,52 % par rapport à 2016 (Côte-d'Or : +0,82 %, France hors Mayotte : +2,11 %).
| 1793  | 1800  | 1806  | 1821  | 1836  | 1841  | 1846  | 1851  | 1856  |
| ----- | ----- | ----- | ----- | ----- | ----- | ----- | ----- | ----- |
| 1 200 | 1 277 | 1 357 | 1 405 | 1 570 | 1 543 | 1 053 | 1 533 | 1 448 |

| 1861  | 1866  | 1872  | 1876  | 1881  | 1886  | 1891  | 1896  | 1901  |
| ----- | ----- | ----- | ----- | ----- | ----- | ----- | ----- | ----- |
| 1 877 | 1 560 | 1 561 | 1 602 | 1 544 | 1 560 | 1 493 | 1 512 | 1 502 |

| 1906  | 1911  | 1921  | 1926  | 1931  | 1936  | 1946  | 1954  | 1962  |
| ----- | ----- | ----- | ----- | ----- | ----- | ----- | ----- | ----- |
| 1 440 | 1 412 | 1 202 | 1 183 | 1 112 | 1 111 | 1 194 | 1 247 | 1 072 |

| 1968  | 1975  | 1982  | 1990  | 1999 | 2006 | 2007 | 2012 | 2017 |
| ----- | ----- | ----- | ----- | ---- | ---- | ---- | ---- | ---- |
| 1 007 | 1 008 | 1 014 | 1 008 | 904  | 847  | 839  | 859  | 892  |

| 2022 | - | - | - | - | - | - | - | - |
| ---- | - | - | - | - | - | - | - | - |
| 852  | - | - | - | - | - | - | - | - |

### Manifestations culturelles et festivités
Santenay, commune viticole, a accueilli en janvier 1989 la 45e édition de la Fête de la Saint-Vincent tournante, manifestation supervisée par la Confrérie des chevaliers du Tastevin.[réf. nécessaire].
On peut également signaler. :
- la fête du moulin Sorine, le 3e dimanche de juin ;
- Concerts l'été de musique classique, jazz ou variété ;
- Festival Musique & Théâtre en juillet ;

## Économie
Santenay  est une commune viticole, où est notamment produite l'appellation d'origine contrôlée. Santenay,. La viticulture est une activité majeure de la commune.

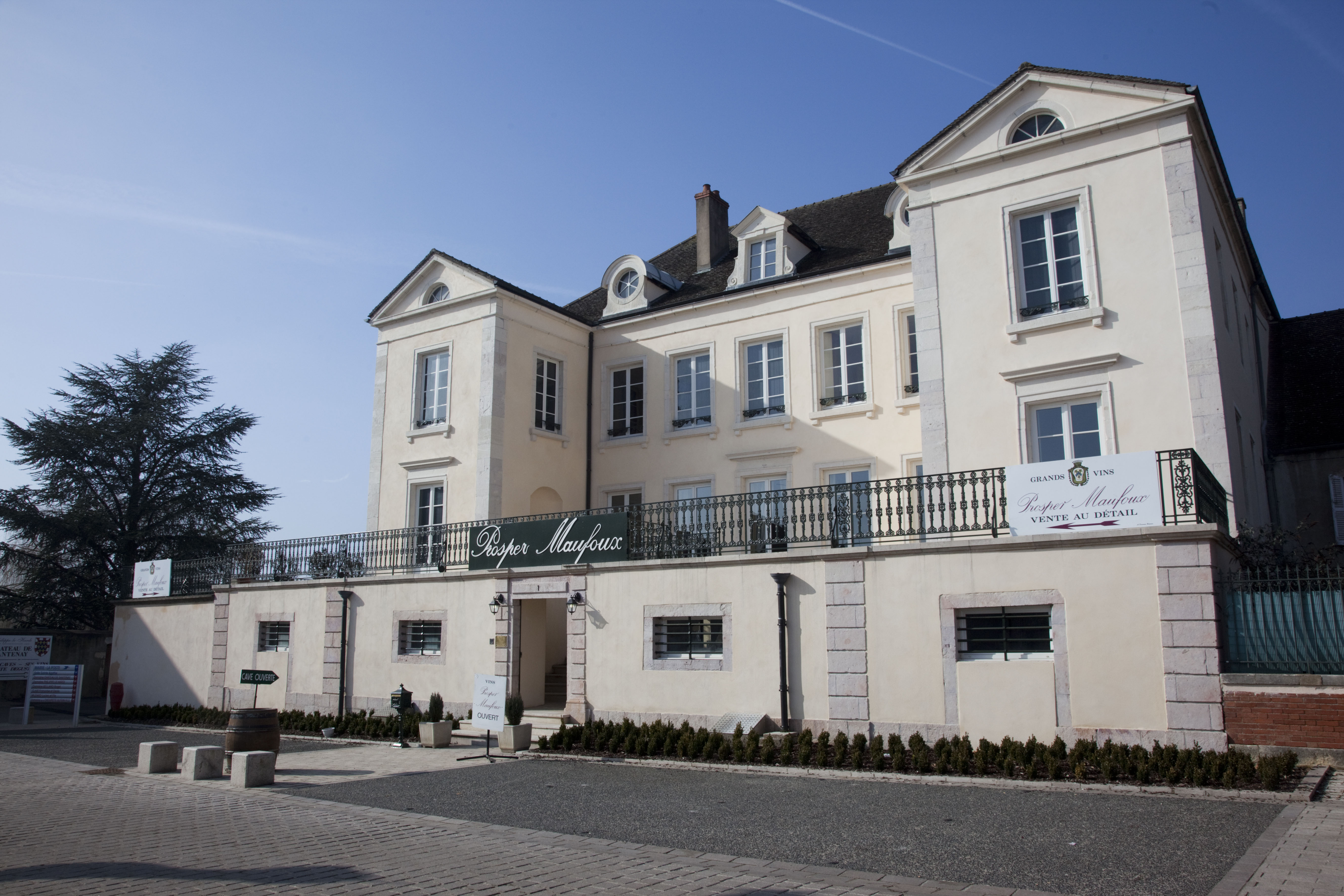
Un domaine viticole de Santenay
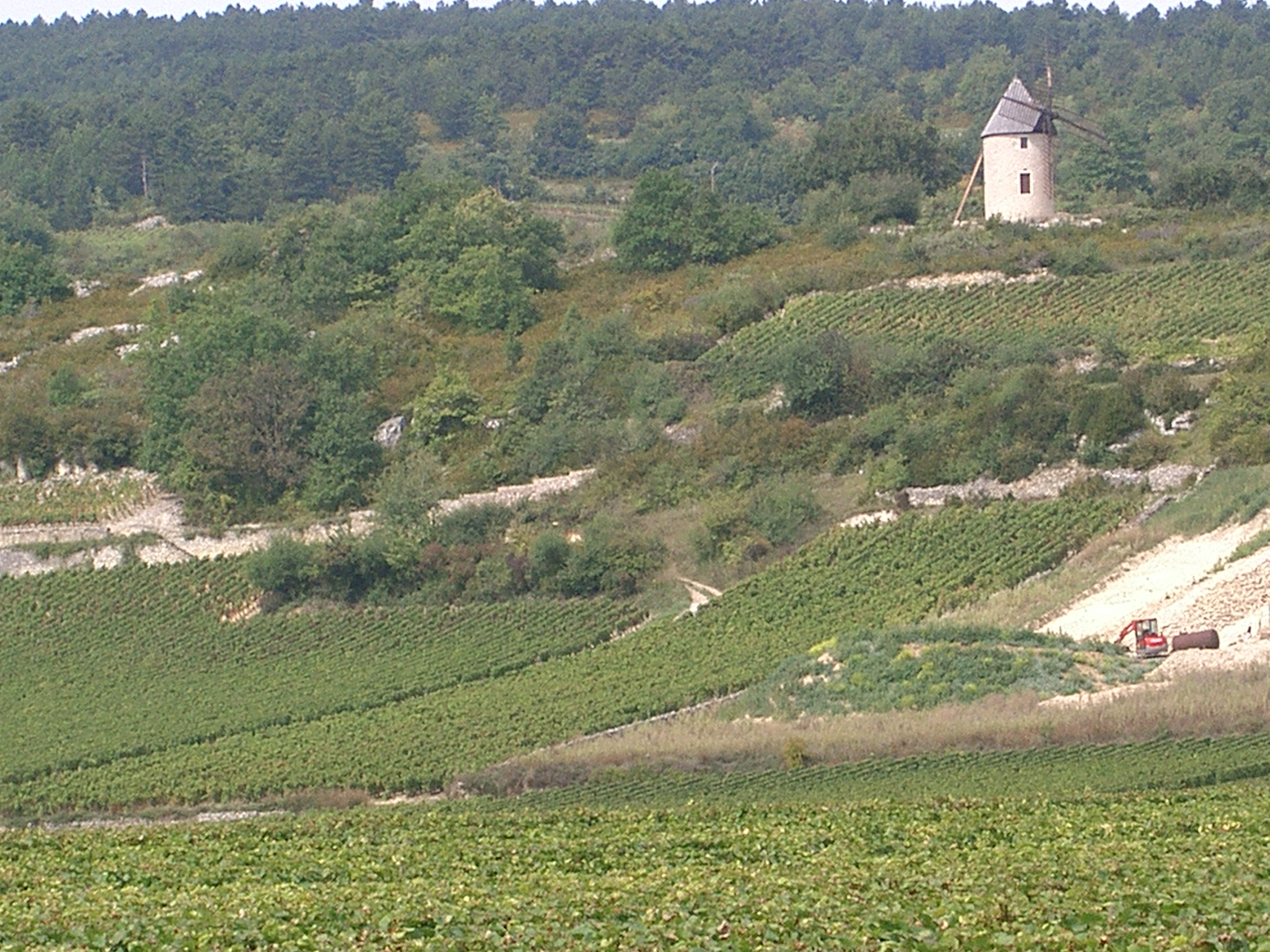
Le vignoble de Santenay au pied du moulin Sorine.

## Culture locale et patrimoine

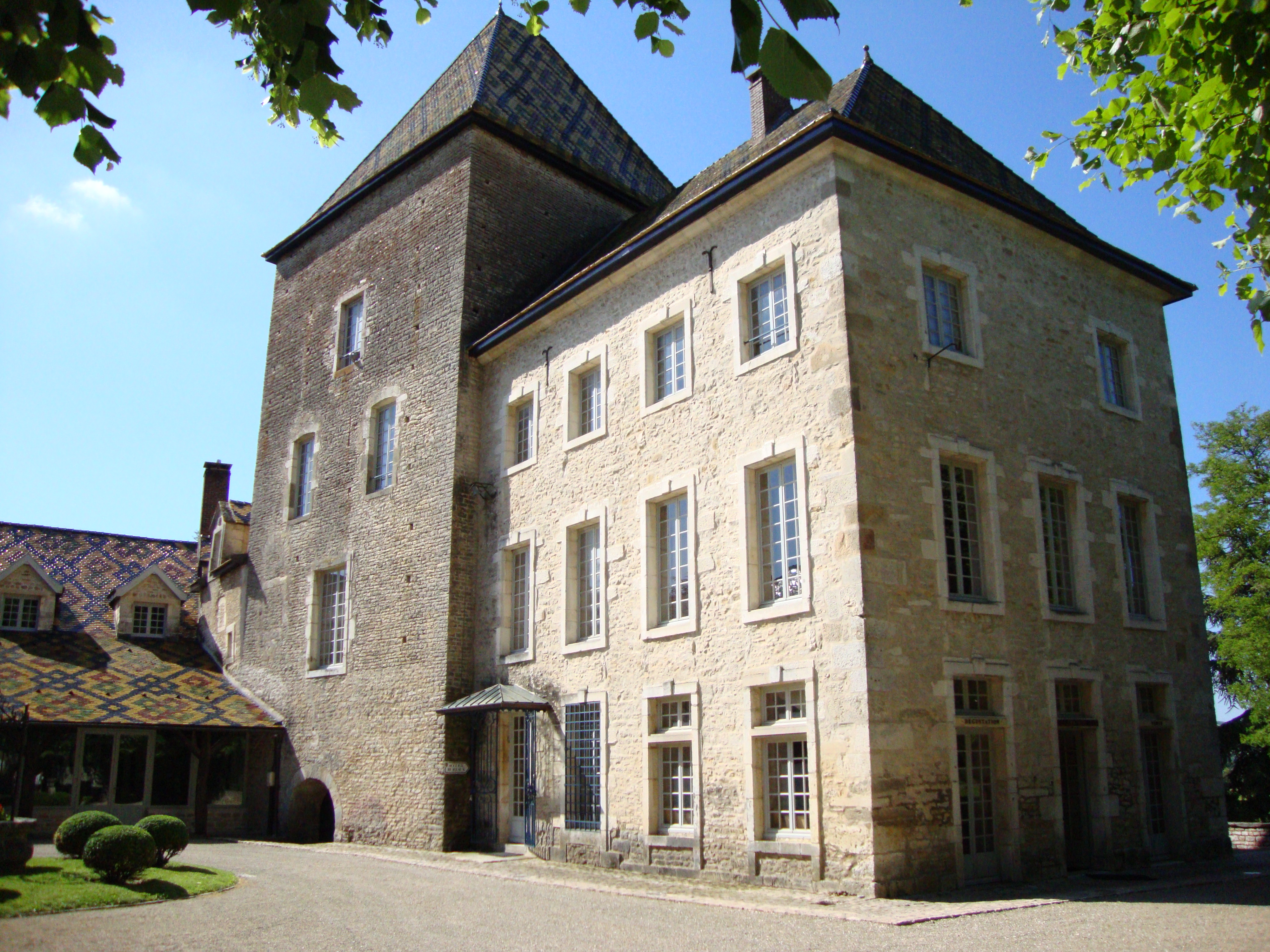
Château Philippe le Hardi.

### Lieux et monuments
Sont à voir à Santenay :
- l'église Saint-Jean de Narosse ;
- la croix du cimetière de Santenay ;
- le château de Santenay (château Philippe le Hardi) ;
- le moulin à vent Sorine, restauré dans les années 1990 et remis en état de fonctionnement ;
- le site du mont de Sène (altitude 521 m), aussi appelé « Montagne des Trois Croix » ;
- la plateforme de l'ancienne ligne d'Étang à Santenay (via Autun), devenue une « voie douce » ;
- le Sentier de grande randonnée de pays (GRP) des Grands crus, qui passe dans le bourg.

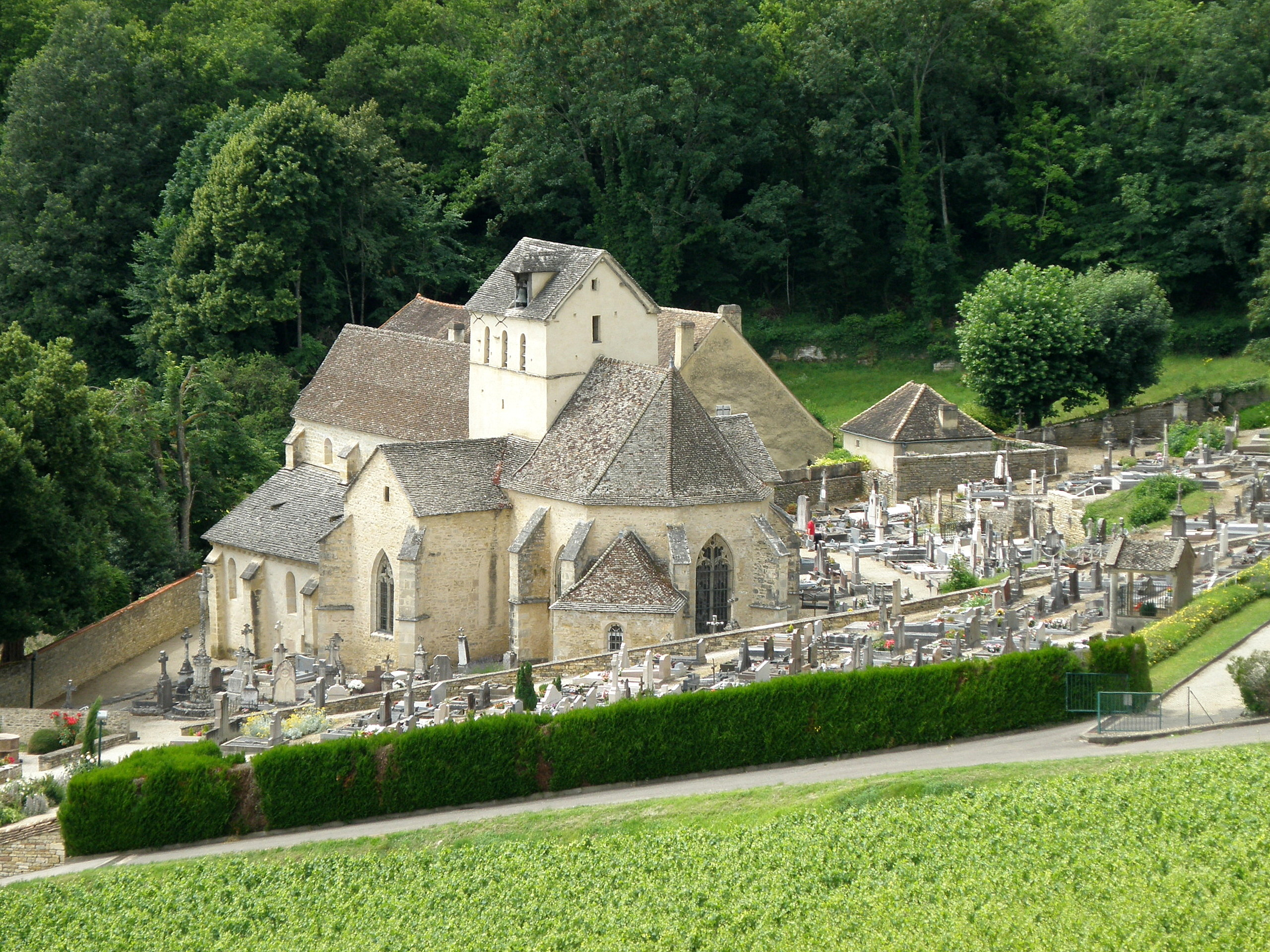
L'église Saint-Jean de Narosse.
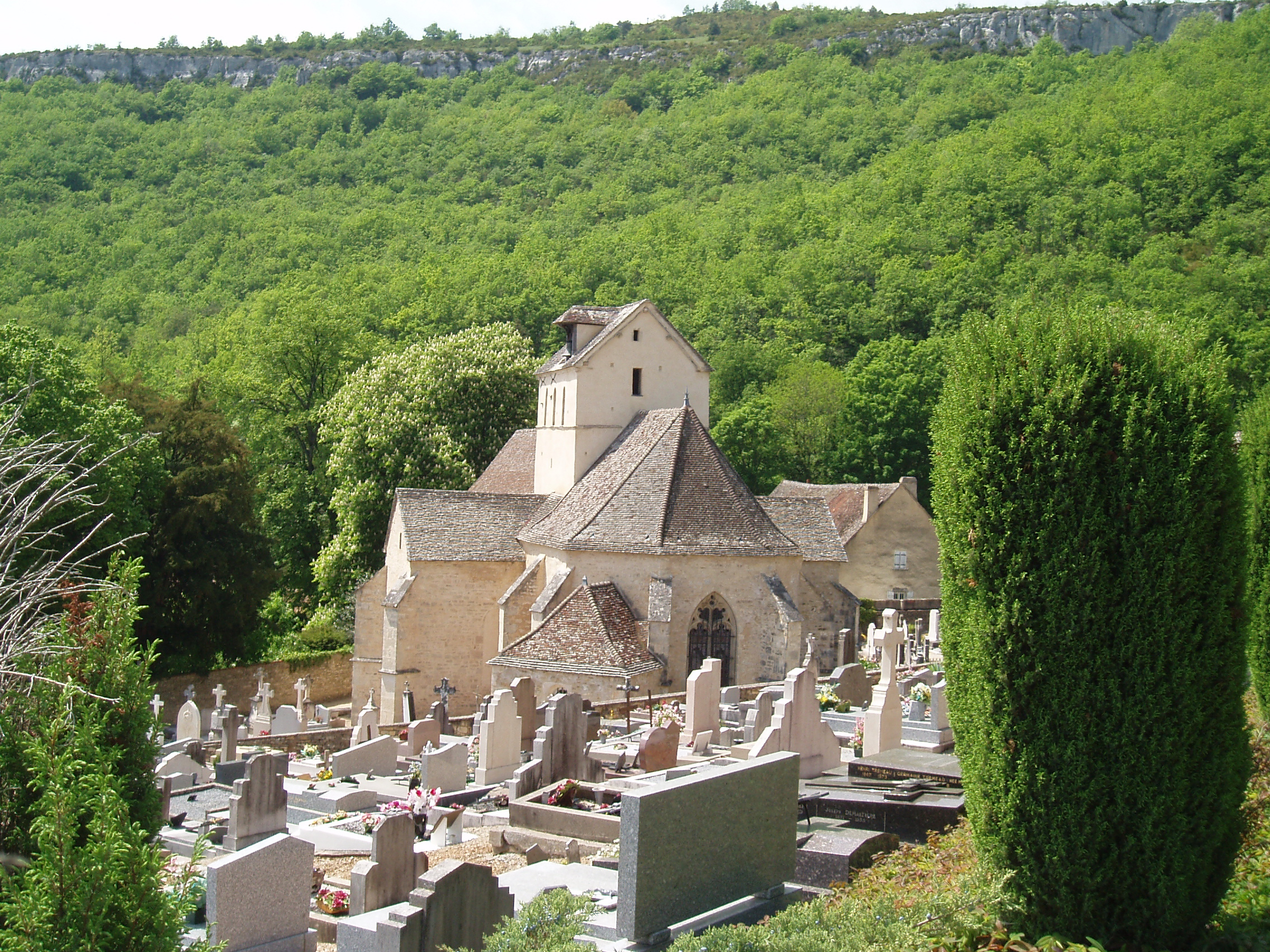
L'église Saint-Jean de Narosse.
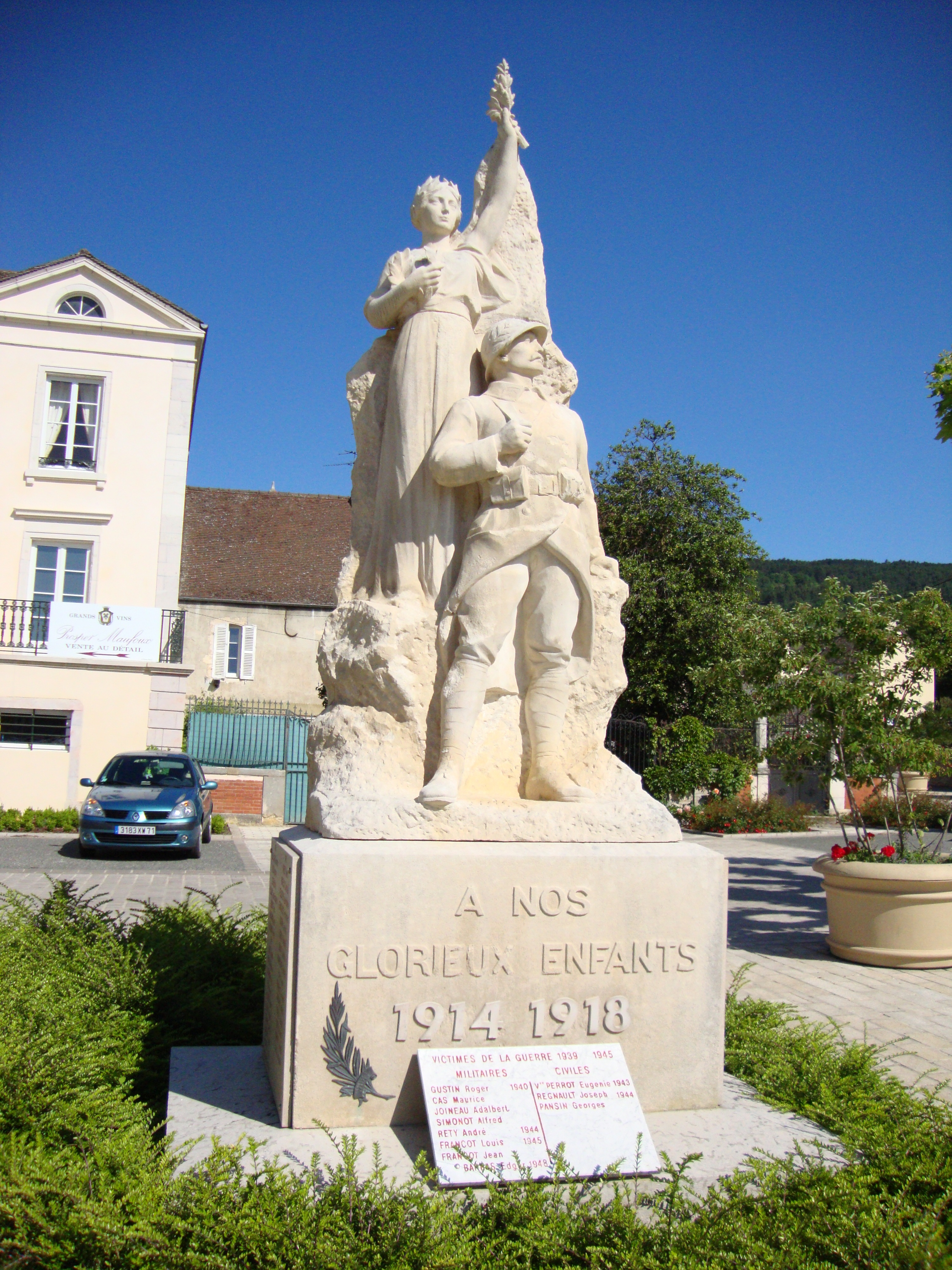
Le monument aux morts.
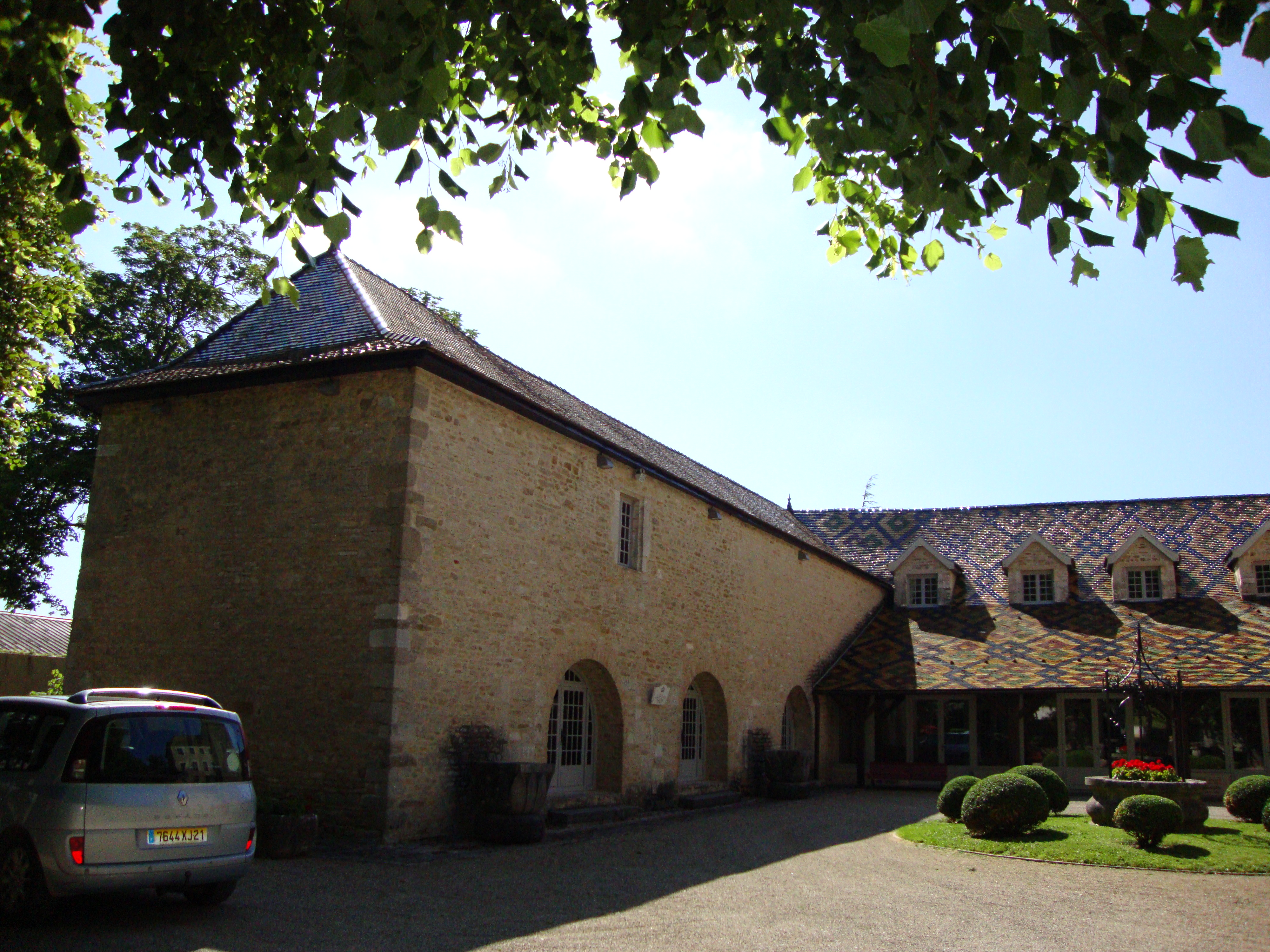
Le château Philippe le Hardi.
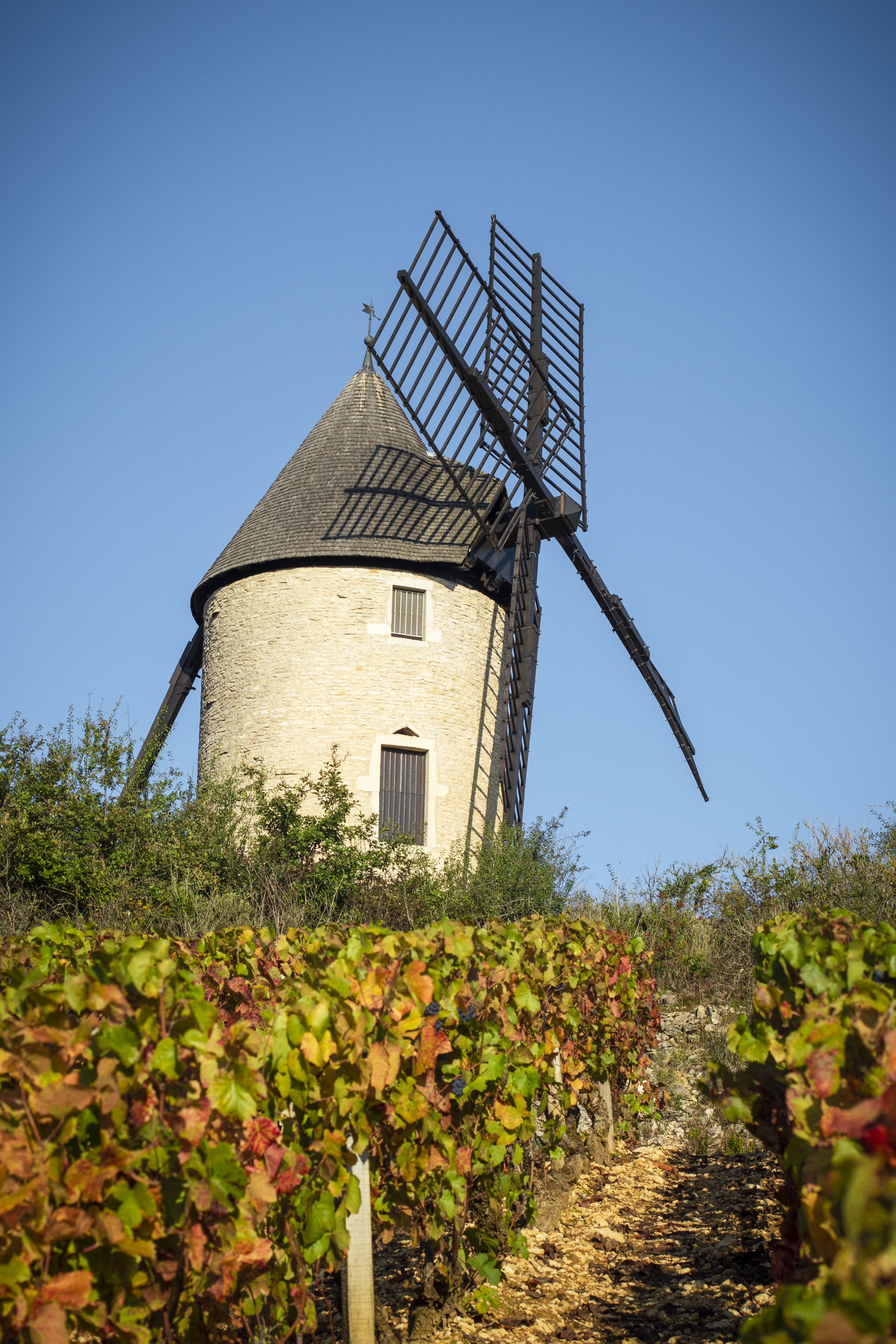
Le moulin à vent « Sorine ».

### Personnalités liées à la commune
- Jean Vivant Micault de Corbeton (1725-1794), président au Parlement de Bourgogne, seigneur de Meilly-sur-Rouvres, Rouvres-sous-Meilly, Saligny, Liernolles, Maconge, Barbirey-sur-Ouche, Santenay, Pommard et autres lieux, dernier marquis de Joncy, époux de Marie Françoise Trudaine. Mort décapité.
- Louis Sauvageot (1842-1908), architecte, y est né.
- Gaston Variot (1855-1930), médecin français des Hôpitaux de Paris qui repose au cimetière de Santenay[23].
- Edmond Jacquelin, (1875-1928), coureur cycliste français, est né à Santenay. Il fut champion de France de vitesse 1896, 1900 et 1902, champion du Monde 1900 (2e en 1901 et 3e en 1896).

### Héraldique
| Blason de Santenay (Côte-d'Or) | Blason  | D'or à la bande de gueules chargée de trois croisettes d'argent accompagnée de deux tourteaux, un en chef fascé ondé de six pièces d'argent et d'azur, un en pointe de gueules rempli d'argent chargé d'une grappe de raisin aussi de gueules. |
| Blason de Santenay (Côte-d'Or) | Détails | Le statut officiel du blason reste à déterminer. |